# DNTTIP1
DNTTIP1 (англ. Deoxynucleotidyltransferase terminal interacting protein 1) – білок, який кодується однойменним геном, розташованим у людей на довгому плечі 20-ї хромосоми. Довжина поліпептидного ланцюга білка становить 329 амінокислот, а молекулярна маса — 37 013.
| 10         |  | 20         |  | 30         |  | 40         |  | 50         |
| ---------- |  | ---------- |  | ---------- |  | ---------- |  | ---------- |
| MGATGDAEQP |  | RGPSGAERGG |  | LELGDAGAAG |  | QLVLTNPWNI |  | MIKHRQVQRR |
| GRRSQMTTSF |  | TDPAISMDLL |  | RAVLQPSINE |  | EIQTVFNKYM |  | KFFQKAALNV |
| RDNVGEEVDA |  | EQLIQEACRS |  | CLEQAKLLFS |  | DGEKVIPRLT |  | HELPGIKRGR |
| QAEEECAHRG |  | SPLPKKRKGR |  | PPGHILSSDR |  | AAAGMVWKPK |  | SCEPIRREGP |
| KWDPARLNES |  | TTFVLGSRAN |  | KALGMGGTRG |  | RIYIKHPHLF |  | KYAADPQDKH |
| WLAEQHHMRA |  | TGGKMAYLLI |  | EEDIRDLAAS |  | DDYRGCLDLK |  | LEELKSFVLP |
| SWMVEKMRKY |  | METLRTENEH |  | RAVEAPPQT  |  |            |  |            |

A: Аланін

C: Цистеїн

D: Аспарагінова кислота

E: Глутамінова кислота

F: Фенілаланін

G: Гліцин

H: Гістидин

I: Ізолейцин

K: Лізин

L: Лейцин

M: Метіонін

N: Аспарагін

P: Пролін

Q: Глутамін

R: Аргінін

S: Серин

T: Треонін

V: Валін

W: Триптофан

Кодований геном білок за функцією належить до фосфопротеїнів. 
Задіяний у таких біологічних процесах, як транскрипція, регуляція транскрипції. 
Білок має сайт для зв'язування з ДНК. 
Локалізований у ядрі.